# 3244 Petronius
3244 Petronius је астероид главног астероидног појаса чија средња удаљеност од Сунца износи 2,243 астрономских јединица (АЈ).
Апсолутна магнитуда астероида је 13,9.